# Vejrup å
Vejrup å är ett cirka 15 km långt vattendrag på ön Fyn i Danmark. Ån ligger i Region Syddanmark, i den centrala delen av landet. Vejrup å mynnar i Odensefjorden.